# Niemur River
Niemur River är ett vattendrag i Australien. Det ligger i delstaten New South Wales, i den sydöstra delen av landet, omkring 700 kilometer väster om delstatshuvudstaden Sydney.
Trakten runt Niemur River består till största delen av jordbruksmark. Trakten runt Niemur River är nära nog obefolkad, med mindre än två invånare per kvadratkilometer. Genomsnittlig årsnederbörd är 353 millimeter. Den regnigaste månaden är februari, med i genomsnitt 56 mm nederbörd, och den torraste är november, med 8 mm nederbörd.